# San Pablo (Bolívar)
San Pablo ist eine Gemeinde (spanisch municipio) im Departamento Bolívar im Norden von Kolumbien.

## Geographie
San Pablo liegt im Süden von Bolívar am linken Ufer des Río Magdalena in der Subregion Magdalena Medio, 576 km von Cartagena entfernt und hat eine Durchschnittstemperatur von 28 bis 30 °C. An die Gemeinde grenzen im Norden Santa Rosa del Sur und Simití, im Süden Cantagallo, im Osten Puerto Wilches im Departamento de Santander und im Westen Remedios und Segovia im Departamento de Antioquia.

## Bevölkerung
Die Gemeinde San Pablo hat 36.341 Einwohner, von denen 32.740 im städtischen Teil (cabecera municipal) der Gemeinde leben (Stand 2019).

## Geschichte
San Pablo wurde 1543 vom Konquistador Alonso Ramírez de Arellano gegründet. Seit 1968 hat San Pablo den Status einer Gemeinde.

## Wirtschaft
Die wichtigsten Wirtschaftszweige in San Pablo sind Rinderproduktion, Landwirtschaft und Bergbau.